# L'Amour toujours l'amour
Pour plus de détails, voir Fiche technique et Distribution.
L'Amour toujours l'amour est un film français de Maurice de Canonge sorti en 1952.

## Fiche technique
- Titre : L'Amour toujours l'amour
- Réalisation : Maurice de Canonge
- Scénario : Jean Girault, Simone Sauvage et Jacques Vilfrid
- Dialogues : Jacques Vilfrid
- Photographie : Jean Bachelet
- Décors : Claude Bouxin
- Musique : Bernard Michel
- Montage : Isabelle Elman
- Son : Georges Leblond
- Production : Les Films Fernand Rivers
- Pays de production :  France
- Genre :  Comédie
- Durée : 92 minutes
- Date de sortie : 
  - France : 14 août 1952

## Distribution
- Brigitte Auber : Anita
- Michel Dancourt : Pierre
- Fulbert Janin : Jean
- Jean Lefebvre : Jacques
- Philippe Lemaire : Claude
- Jean Valmence : Franck